# José Arana
José Arana Elorza, conocido como Pepe Arana (Escoriaza, 14 de mayo de 1839 - San Sebastián, 5 de diciembre de 1908) fue un empresario taurino y promotor de espectáculos que desarrolló su actividad profesional entre San Sebastián y Madrid. Es considerado como el padre de la Semana Grande de San Sebastián y uno de los principales promotores del turismo en la ciudad de San Sebastián. También fue durante algunos años gerente del Teatro Real de Madrid.

## Inicios
José Arana nació en 1839 en la localidad guipuzcoana de Escoriaza. Siendo muy joven marchó a ganarse la vida a Madrid, donde tuvo la suerte de ser agraciado con el Gordo de la Lotería de Navidad. Gracias al capital obtenido en el sorteo y a su carácter dinámico y emprendedor, comenzó una exitosa carrera como empresario abriendo un negocio de ultramarinos en Madrid que se extendería al abrir una sucursal en San Sebastián. Se avecinó en San Sebastián y al negocio de los comestibles unió un pequeño negocio de banca y un despacho para la venta de billetes de espectáculos, especialmente corridas de toros, que le valió su entrada en este mundo.

## Promotor taurino: la Semana Grande de San Sebastián
En 1875, en el curso de la tercera guerra carlista, un incendio destruyó la plaza de toros de San Sebastián  situada en el barrio de San Martín. El emprendedor Arana, decidido a recuperar el interés turístico de su ciudad, encomendó al arquitecto José Goicoa un nuevo proyecto para una nueva plaza de toros que construyó en un tiempo récord y con capacidad para 10 000 espectadores, viniendo a sustituir a la desaparecida arena.
El 16 de julio de 1876 inauguró la Plaza de Toros de Atocha (años más tarde se construiría el campo de fútbol de Atocha en su ubicación) y durante las dos décadas siguientes, hasta que en 1903 apareció la Plaza de Toros del Chofre, esta fue la plaza de toros de la ciudad, siendo José Arana su propietario y gerente.
José Arana es considerado como el padre de la Semana Grande de San Sebastián, la fiesta veraniega y turística que celebra la ciudad de San Sebastián a mediados de agosto. Arana fue quien acuñó en 1876 el término Semana Grande como eslogan publicitario de los festejos taurinos que organizó, en su recién estrenada plaza de toros, durante la semana de agosto que coincidía con la festividad de la Asunción de María.

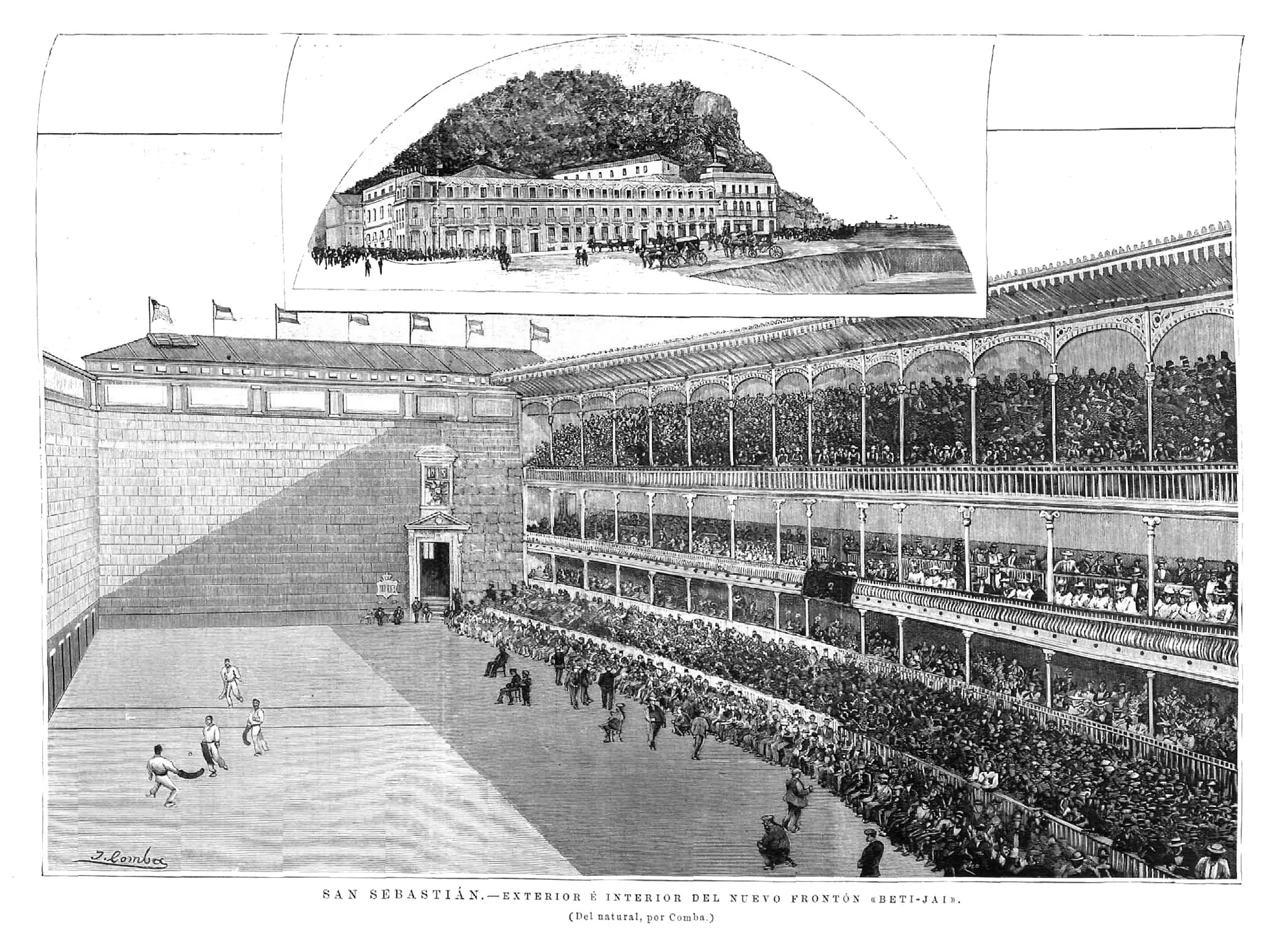
Frontón Beti Jai de San Sebastián (1893).

Alrededor de los festivales taurinos organizados por Arana durante los años siguientes se comenzaron a celebrar otra serie de festejos complementarios (conciertos, fuegos artificiales, etc.) en los cuales Arana tuvo también un importante papel como promotor. Esto fue configurando una semana de actividades lúdicas destinada a entretener a los turistas que visitaban durante agosto San Sebastián, pertenecientes a la nobleza y la alta burguesía española. El origen de la Semana Grande de San Sebastián, como una amalgama de actividades destinadas principalmente a un turismo de élite, más que a la población local, es la causa del poco tirón popular que tienen estas fiestas en comparación con las de las vecinas capitales, aunque en las últimas décadas han ganado notablemente en popularización e implicación de la población local.
Además de su labor como empresario taurino y promotor de la Semana Grande, Arana estuvo metido en otras empresas de consideración en San Sebastián, como el Frontón Beti-Jai, construido por el mismo arquitecto, José Goicoa, e inaugurado el 22 de julio de 1893, y que transformó años más tarde en el Teatro Circo de la Zurriola o el Circo Ecuestre. 

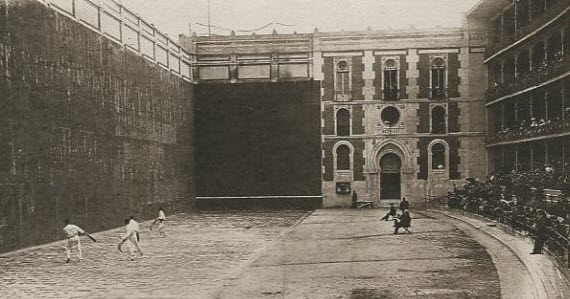
Frontón Beti Jai en Madrid (1916).

En 1894, en Madrid, promueve la construcción de otro Frontón Beti-Jai, obra del arquitecto Joaquín Rucoba.
También fue el promotor del primer concurso musical que se celebró en España, más concretamente en San Sebastián, durante 1886.

## Teatro Real de Madrid
En 1902 finaliza su actividad en la plaza de toros de San Sebastián haciéndose cargo como gerente del Teatro Real de Madrid. Durante 5 temporadas gestiona este teatro de ópera buscando la forma de devolverle su anterior esplendor. A pesar de obtener buenos resultados económicos durante su gestión causó descontento entre el público que acudía a las actuaciones de ópera.

## Fallecimiento

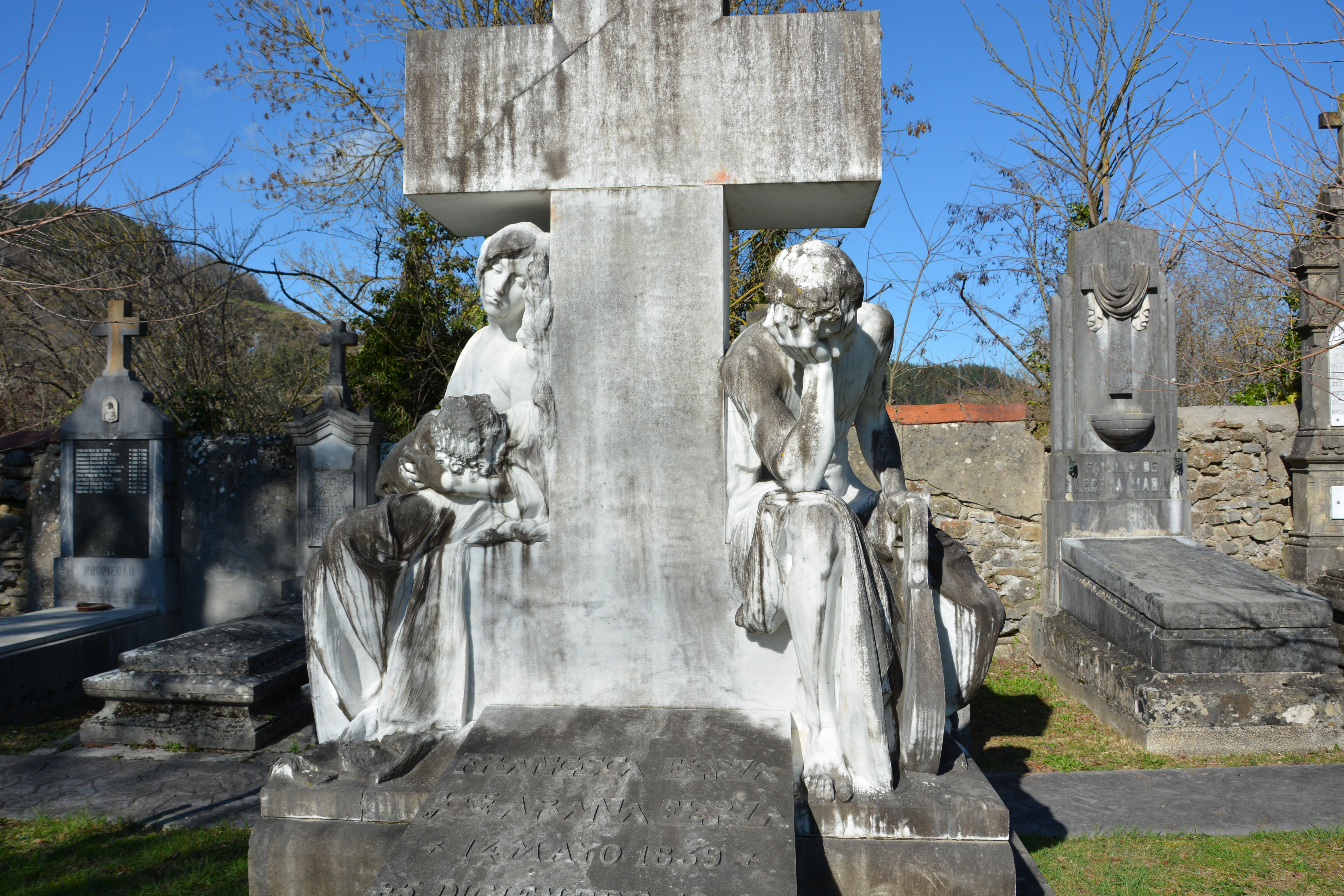
Tumba de José Arana y Elorza (2023)

Falleció en San Sebastián en 1908 siendo enterrado en Escoriaza, su localidad natal, en un mausoléo construido por su amigo, el escultor Mariano Benlliure.
A su muerte legó una considerable cantidad de dinero a su pueblo natal, Eskoriaza, que sirvió para costear obras de abastecimiento de aguas y un asilo para pobres. Por ello y por todo lo que aportó a la ciudad con su actividad empresarial, fue honrado en 1917 con la dedicación de una pequeña calle en el barrio de Gros, cerca de donde se había construido la plaza de toros del Chofre, que había sustituido en 1903 a la plaza de toros de Arana. Cuando se derribó la Plaza del Chofre en 1974 y se reurbanizó la zona, se reasignó una de las nuevas calles creadas a la memoria de José Arana.
En su localidad natal, Escoriaza, también se le recuerda con una calle y una escuela de la localidad llevó su nombre.